# Лиъм Милър
Лиъм Милър (на английски: Liam Miller) е ирландски футболист, полузащитник.

## Кариера

### Селтик
Милър се присъединява към Селтик през 1997 г. като юноша и дебютира в професионалната лига срещу Дънди Юнайтед на 21 май 2000 г. като резерва в 77-минута на мястото на Райън Маккан. Неговият дебют в Купата на УЕФА е срещу люксембургския клуб Жеунес Еш на 24 август 2000 г. във втори кръг на квалификациите. По време на своето време в Селтик, той прекарва и 6-месечен наем в датския футболен клуб ОГФ Орхус през сезон 2001/02, където има 18 мача без гол.
Милър вкарва първия си гол като професионален играч на 30 юли 2003 г. в първи мач от втория квалификационен кръг на Шампионската лига при победата с 3:0 над литовския ФК Каунас. Два месеца по-късно в груповата фаза той вкарва срещу Олимпик Лион, а впоследствие треньорът Мартин О'Нийл му предлага дългосрочен договор, опитвайки се да задържи Милър в клуба.
Въпреки предложението за нов договор, Милър подписва предварителен договор на 9 януари 2004 г. с английския клуб Манчестър Юнайтед. Този ход много разочарова О'Нийл, който е възнамерявал да изгради нов отбор около Милър.

### Манчестър Юнайтед
Милър се присъединява към Манчестър Юнайтед без трансферна сума на 1 юли 2004 г., след изтичането на неговия договор със Селтик. Той прави своя официален дебют на 11 август 2004 г. като резерва на Дарън Флечър при 2:1 с Динамо Букурещ в първи мач от третия квалификационен кръг на Шампионската лига. Четири дни по-късно, той прави дебюта си в Англия, при 0:1 от евентуалните шампиони ФК Челси в деня на откриването на сезона. След старта на кариерата си с „червените дяволи“, той рядко получава шансове с първия отбор в сезон 2004/05. През цялото си време в клуба има само 22 мача в първия отбор.
На 4 ноември 2005 г. Милър се присъединява към Лийдс Юнайтед под наем за 3 месеца, въпреки че по-късно той е удължен до края на сезон 2005/06. На Елън Роуд, той има 1 гол в 28 мача.
През юли 2006 г. The Daily Telegraph съобщава, че на Милър ще напусне Манчестър Юнайтед, ако „червените дяволи“ получат подходяща оферта. На 31 август 2006 г. той преминава в АФК Съндърланд с 3-годишен договор и без трансферна сума, присъединявайки се към новия треньор на Съндърланд и бивш съотборник Рой Кийн.

### Съндърланд
Милър прави дебюта си за Съндърланд при победата с 2:1 над Дарби Каунти на 9 септември 2006 г.
Милър вкарва първия си гол във Висшата лига на 22 септември 2007 г. срещу ФК Мидълзбро. През февруари 2008 г. Кийн поставя Милър в трансферния списък, след като счита, че той е излишен от изискванията му. Той е свързван с преминаване в Торонто, канадски клуб с връзки с бившите играчи на Съндърланд Дани Дичио, Карл Робинсън и Анди Уелш.

### Куинс Парк Рейнджърс
Милър получава оферта през януари 2009 г., когато Куинс Парк Рейнджърс изразява желанието си да го вземе под наем. На 15 януари Милър подписва постоянен договор до края на сезона за неразкрита сума.
Той прави своя дебют 12 дни по-късно, започвайки с победа с 3:0 срещу Блекпул. На 19 май 2009 г. КПР освобождава Милър заедно с още 5 играчи.

### Хибърниънс
Милър остава без клуб след края на трансферния прозорец на 31 август 2009 г. и тренира с клубове в Ирландия, за да запази формата си. На 11 септември подписва с Хибърниънс. Сезона върви добре и въпреки спада във формата, Хибс завършва четвърти в шотландската Висша лига за 2009/10 и се класира за европейските турнири.
Формата на Милър също спада през 2010 г., а лошите резултати в началото на сезон 2010/11 водят до уволнението на треньора Джон Хюз през октомври. Новият мениджър Колин Калдърууд подписва с 3 нови халфове през януари 2011 г. и оставя Милър на резервната скамейка скоро след това. Милър изразява желание да остане в Хибс през март 2011 г., но двете страни не се разбират за нов договор и той напуска в края на сезона.

### Австралия
Клубът от австралийската А-лига Пърт Глори подписва с Милър 2-годишен договор на 3 юни 2011 г. Той дебютира на 9 октомври, играейки цели 90 минути, след като сезонът започва с 1:0 над Аделаида Юнайтед. На 20 ноември той получава червен картон в равенството 2:2 с Мелбърн Виктъри. Той вкарва първия си гол в Австралия на 29 януари 2012 г., при 3:0 срещу Аделаида Юнайтед.
На 17 април 2013 г. е обявено, че Милър няма да подпише нов договор с Пърт, въпреки че има предложение. Той се присъединява към Бризбейн Роър за 2 години на 22 май. Милър стартира за A-League All Stars срещу Манчестър Юнайтед на 20 юли, губейки с 1:5 срещу бившия си отбор на стадиона в Сидни.
На 30 октомври 2014 г. Милър е освободен от Бризбейн Роър, след като е помолен да прекрати договора си, тъй като не се явява в отбора за 2 мача без обяснение.
11 дни след напускането на Роър, Милър подписва с Мелбърн Сити, за кратък договор като национален играч на мястото на Арън Мой, който се присъединява към бившия ирландски национал Деймиън Дъф.

### Последни години
Милър се присъединява към шампионата на Ирландия, като подписва с отбора на Корк Сити на 15 януари 2015 г., като избира клуба от родния си град вместо няколко оферти от Азия. Милър дебютира на 7 март 2015 г., при 1:1 със Слиго Роувърс. На 19 януари 2016 г. решава да напусне.
Той подписва с отбора от американската футболна лига Уилмингтън Хамърхедс на 18 февруари 2016 г. Общо има 27 мача за клуба в Северна Каролина.
През 2017 г. Милър заема позицията на асистент треньор в Реал Монархс, филиал на Реал Солт Лейк. Напуска през ноември поради лечението си от рак.

## Личен живот
Милър и съпругата му Клер имат двама сина, Кори и Лео, и дъщеря Бел.

## Смърт
През ноември 2017 г. е оповестено публично, че Милър започва лечение на рак на панкреаса. Той провежда химиотерапия в Huntsman Cancer Institute в Солт Лейк Сити, преди да се завърне в Ирландия. Умира на 9 февруари 2018 г. на 36 години.

## Отличия
Селтик
- Шотландска премиър лига: 2003/04

Съндърланд
- Чемпиъншип: 2006/07